# Florett (Textil)
Das Florett (auch Floret, von französisch fleuret) ist das äußerste rohe Gespinst des bei der Verpuppung des Seidenwurms entstehenden filzartigen Kokons, bevor Fäden höherer Qualität produziert werden.
Das Florett kann nicht abgehaspelt werden, sondern muss gesponnen werden, wobei Seide von geringer Qualität entsteht (Florettseide oder Schappeseide). Unter den Begriff Florett fällt ebenso der Abfall von anderer Seide besserer Qualität. Das schlechteste Florett (Spinnwebe, Watt- oder Werkseide) wird nicht kardätscht, sondern nur getrocknet. Das bessere Florett wird nach der Bearbeitung durch Karden zur  Flock- oder Florettseide, woraus die gröbsten seidenen Gewebe hergestellt werden. Alle aus dieser Seide gewebten Zeuge erhalten zur Bezeichnung ihrer Art und Gattung den Zunamen Florett, so zum Beispiel das Florettband.